# 貝洛格拉奇克要塞

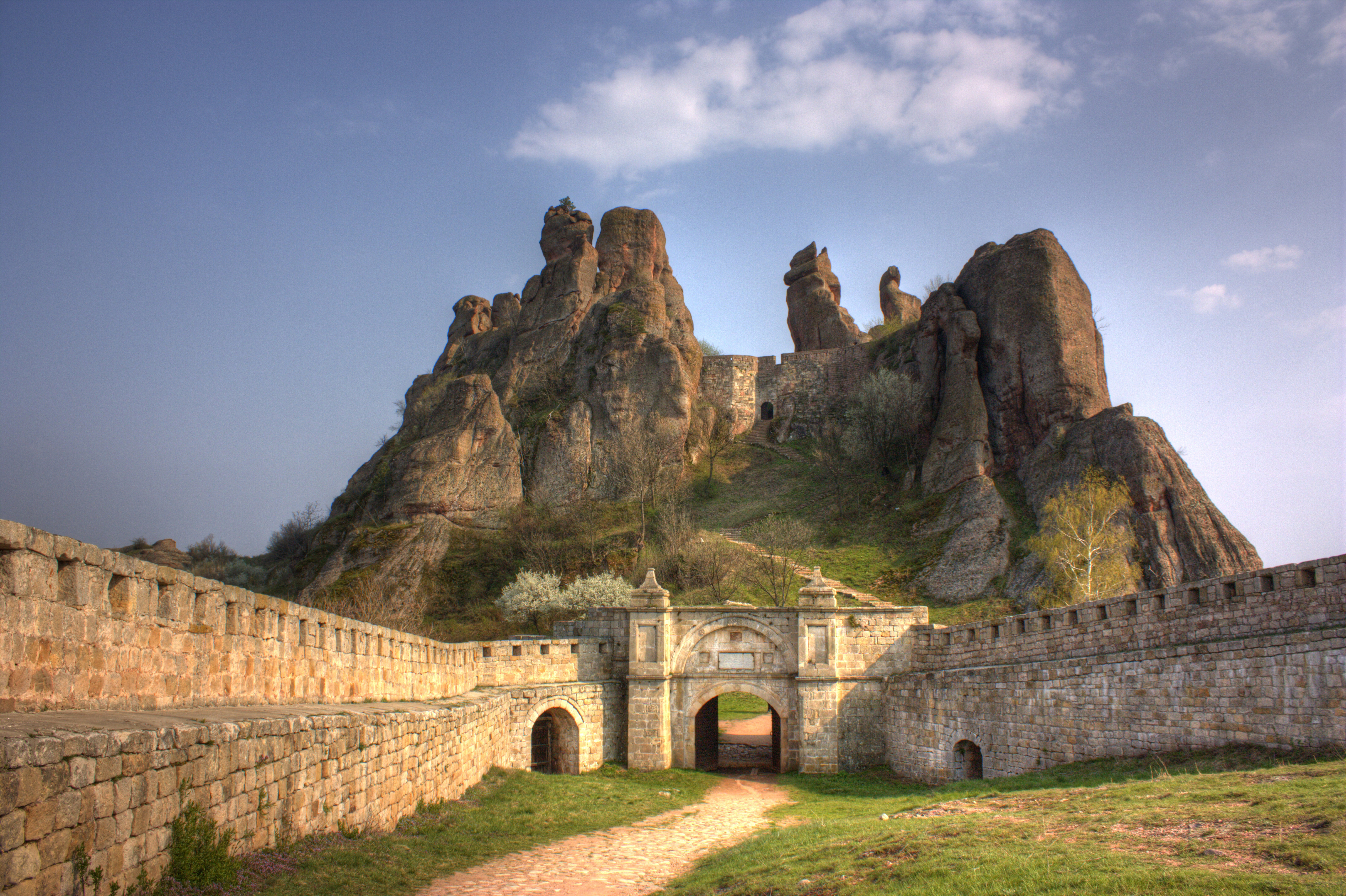
貝洛格拉奇克要塞

43°37′24″N 22°40′38″E / 43.62333°N 22.67722°E
貝洛格拉奇克要塞是位於保加利亞巴爾幹山脈北坡的一個古代要塞建築，靠近保加利亞西北部城鎮貝洛格拉奇克。現在貝洛格拉奇克要塞和貝洛格拉奇克岩並列為當地的兩大旅遊景點。這座要塞是保加利亞保存狀況最好的要塞建築之一，也是重要的文化古蹟。現在貝洛格拉奇克要塞由當地的歷史博物館管理。

## 外部連結
- Virtual tour through the Belogradchik Rocks and the Fortress （页面存档备份，存于）
- Belogradchik Fortress （页面存档备份，存于）